# Літл-Ро
Літл-Ро (англ. Little Roe) — острів у протоці Єлл-Саунд на Шетландських островах

## Історія
Назва острова — скандинавське за походженням, від Rauðey Litla , що означає «маленький червоний острів» на відміну від Макл-Ро, який знаходиться не поруч, а в затоці Сент-Магнус.
У 1841 році тут мешкало одинадцять людей, усі в одному будинку.
На острові побудований маяк.

## Географія та геологія
Назва острова походить від його червоного граніту. Він знаходиться на координатах 60°29′54″ пн. ш. 1°16′06″ зх. д. / 60.4982° пн. ш. 1.2682° зх. д..

## Дика природа
Тут іноді бувають видри, тут також гніздяться тупики та буревісники.